# Curt O. Schaller
Curt Oswald Schaller (München, 22 juni 1964) is een Duitse cameraman, steadicam-operator en fotograaf.
Hij is tevens de ontwikkelaar en ontwerper van ARRI's camerastabilisatiesystemen. In 2025 ontving hij een Academy Award voor het concept, ontwerp en de ontwikkeling van het Trinity-2-systeem.

## Biografie
In 1984 begon Schaller aan een opleiding tot camera-assistent en vervolgens tot cameraman bij de Bavaria Film- en Televisiestudio's.
Na zijn opleiding werkte hij aanvankelijk als studiocameraman, totdat hij zich begin jaren negentig specialiseerde in buitenlandse documentaires. Vanaf midden jaren negentig werkte Curt O. Schaller als cameraman in serieproducties en als steadicam-operator in tv-series, films, shows en documentaires.
Eind jaren negentig putte Schaller uit zijn ervaring als cameraman en steadicamoperator en begon hij zijn eigen camerastabilisatiesystemen te ontwikkelen, die in 2001 uitgroeiden tot de Artemis-serie van Sachtler / Vitec Videocom. De Artemis-serie die hij ontwikkelde, was 's werelds eerste modulaire camerastabilisatiesysteem toen het werd gelanceerd op de NAB Show in Las Vegas in 2001. Bovendien waren de Artemis HD-systemen destijds 's werelds eerste full HD-camerastabilisatiesystemen.
In 2015 ontwikkelde Curt O. Schaller samen met Roman Foltyn, een PhD-ingenieur, het (Artemis) Trinity-systeem. Het was 's werelds eerste camerastabilisatiesysteem dat een mechanisch stabilisatiesysteem combineerde met een elektronisch stabilisatiesysteem.
In april 2016 droeg hij zijn volledige Artemis-productportfolio over van Sachtler/Vitec Videocom naar ARRI, waar hij als productmanager voor camerastabilisatiesystemen de verdere ontwikkeling van de (Artemis) Trinity-systemen zal leiden.
In 2025 ontving Curt O. Schaller de Academy Scientific and Engineering Award voor zijn concept, ontwerp en ontwikkeling van het Trinity-2-systeem.
Sinds 1998 is hij ook wereldwijd docent in de opleiding van Steadicam-operators.

## Camerastabilisatiesystemen
- ARRI ARTEMIS 2
- ARRI TRINITY 2

## Prijzen
- 2016: Cine Gear Expo Technical Award voor de ontwikkeling van het ARRI (Artemis) Trinity camerastabilisatiesysteem
- 2016: CinecAward voor de ontwikkeling van het ARRI (Artemis) Trinity camerastabilisatiesysteem
- 2017: BIRTV Award voor de ontwikkeling van het ARRI (Artemis) Trinity camerastabilisatiesysteem
- 2025:  Academy Scientific and Engineering Award voor het concept, ontwerp en de ontwikkeling van het Trinity 2-systeem[5][2][3]